# Gaio Pomponio Grecino
Gaio Pomponio Grecino (in latino: Gaius Pomponius Graecinus; 25 a.C. circa – 38) è stato un magistrato e militare romano, console dell'Impero romano.

## Biografia
Proveniente da una famiglia originaria di Iguvium, Pomponio era figlio di un ignoto Lucio Pomponio e fratello maggiore di Lucio Pomponio Flacco, amico intimo di Tiberio e console nel 17, e di un altro Pomponio, forse Pomponio Secondo padre dei consoli suffetti del 41, Quinto Pomponio Secondo, e del 44, Publio Pomponio Secondo.
Letterato e grande amico di Ovidio, che gli dedicò una poesia dei suoi Amores e inviò lettere dal suo esilio pontico, Pomponio era lontano da Roma nell'8, quando il poeta fu esiliato a Tomi: è deducibile dalle locuzioni usate da Ovidio che Pomponio, come probabilmente il fratello Flacco, si trovasse in Illirico e Pannonia al servizio di Tiberio durante la rivolta dalmato-pannonica.
La vicinanza dei Pomponii a Tiberio portò loro numerosi benefici: Grecino fu promosso al consolato come suffetto da luglio a dicembre del 16, ricevendo le congratulazioni dell'amico Ovidio, mentre il fratello Flacco divenne console ordinario subito dopo, da gennaio a giugno del 17. Inoltre, Grecino venne cooptato tra i fratres Arvales il 30 maggio del 21 in sostituzione del defunto Fausto Cornelio Silla, chiaro segno del favore di cui egli doveva godere presso Tiberio.
Pomponio ebbe da moglie ignota almeno due figli: Gaio Pomponio Grecino, che ricoprì numerose magistrature importanti nella natia Iguvium ma anche la praefectura urbis feriarum Latinarum, solitamente concessa a giovani di rango senatorio alquanto ben onorati, e Pomponia Grecina, moglie del console suffetto del 29 Aulo Plauzio.
Nessun'altra carica è nota della carriera di Pomponio, ma la sua presenza tra i fratres Arvales rivela con buona precisione il periodo della sua morte: il 24 maggio del 38 fu cooptato al suo posto nel collegio Lucio Annio Viniciano, dichiarando che Pomponio morì nella prima metà del medesimo anno.